# Bożeciecha
Bożeciecha – żeńska forma imienia Bożeciech. Znaczenie imienia: "ta, która jest pociechą boga".
Bożeciecha imieniny obchodzi 14 marca.